# Нижні Кар'явди
Нижні Кар'явди́ (рос. Нижние Карьявды, башк. Түбәнге Ҡаръяуҙы) — село (у минулому присілок) у складі Чекмагушівського району Башкортостану, Росія. Входить до складу Новобалтачевської сільської ради.
Населення — 141 особа (2010; 156 у 2002).
Національний склад:
- башкири — 72 %
- татари — 27 %